# Engelbert vom Bruck
Engelbert vom Bruck (* 17. Februar 1739 in Elberfeld (heute Stadtteil von Wuppertal); † 21. März 1813 in Krefeld) war ein Krefelder Publizist und Vertreter der Aufklärung.

## Leben
Seine mennonitischen Glaubensfreunde veranlassten ihn 1772 dazu, nach Krefeld zu ziehen. Er war Kontorist in der Firma Von der Leyen, dem Unternehmen der bedeutenden mennonitischen Seidenweberfamilie Von der Leyen.